# Chrysobothris tetragramma
Chrysobothris tetragramma là một loài côn trùng trong họ Buprestidae. Loài này được Menetriese miêu tả khoa học đầu tiên năm 1832.
Đây là loài gây hại phát triển phổ biến ở Uzbekistan.